# Dipseudopsis pauliani
Dipseudopsis pauliani is een schietmot uit de familie Dipseudopsidae. De soort komt voor in het Afrotropisch gebied.